# Max Zähle
Max Zähle (Hanôver, 1 de setembro de 1977) é um cineasta alemão. Como reconhecimento, foi nomeado ao Oscar 2012 na categoria de Melhor Curta-metragem por Raju.